# Смардан (Долж)
Смардан (рум. Smârdan) насеље је у Румунији у округу Долж у општини Чуперчениј Ној. Oпштина се налази на надморској висини од 40 m.

## Становништво
Према подацима из 2002. године у насељу је живело 1480 становника, од којих су сви румунске националности.